# Kommerzijlsterriet

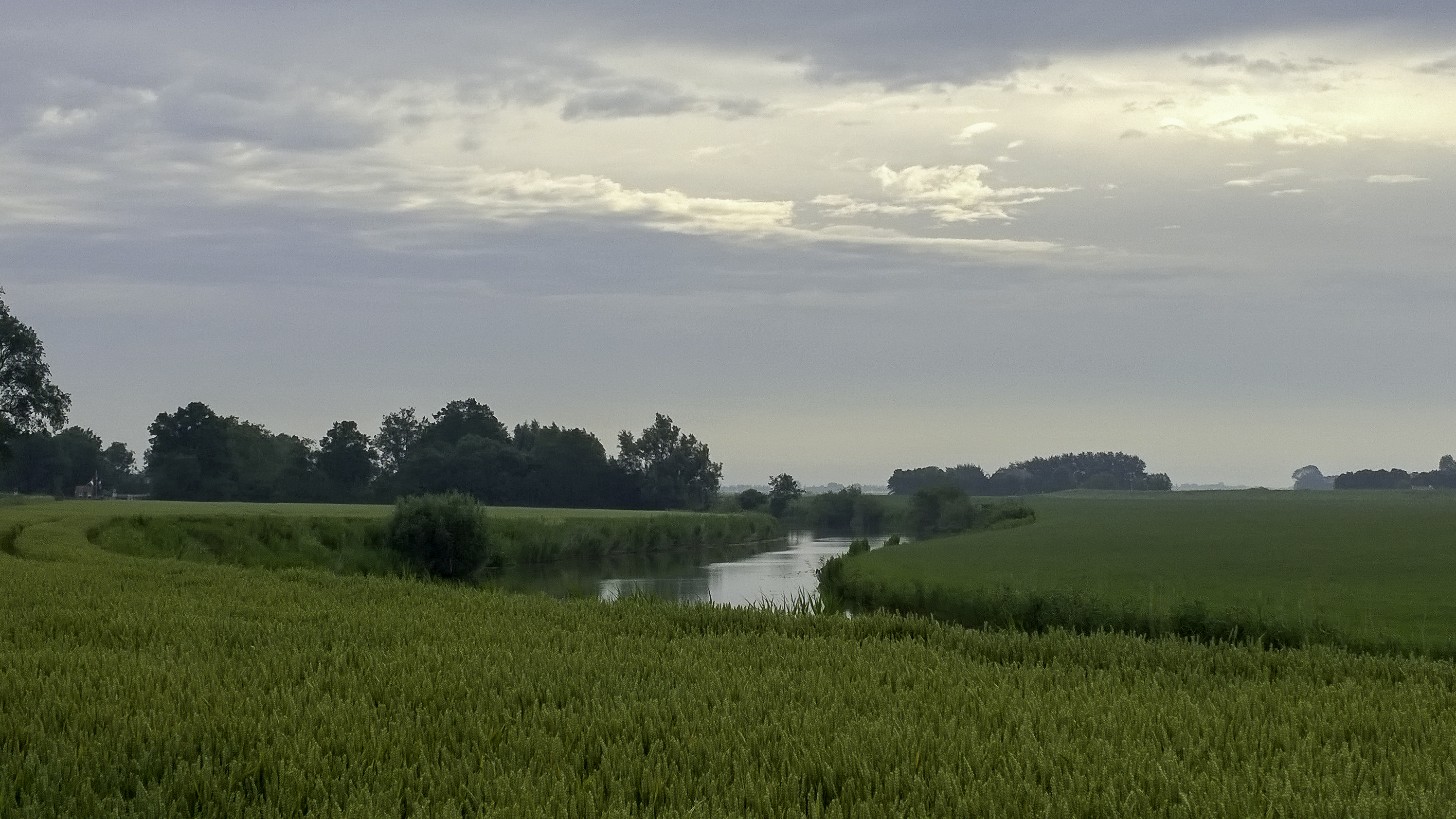
Kommerzijlsterriet vlak voor de uitmonding in het Reitdiep

De Kommerzijlsterriet of Kommerzijlsterrijt(e), in de bovenloop Kommerzijlsterdiep genoemd, is een waterloop in de Nederlandse provincie Groningen. Het watertje heeft een lengte van iets meer dan 7 km. De Kommerzijlsterriet vormt de oude grens tussen de voormalige gemeenten Grijpskerk en Oldehove en vormt de benedenloop van de Oude Riet, een getijdenrivier die voorheen door heel het Westerkwartier stroomde en via wisselende mondingen in zee uitkwam.

## Loop
Het water start als Kommerzijlsterdiep bij de oostelijke brug van Niezijl (de vroegere Nije Sloterzijl) en vormt daar het vervolg van het Niezijlsterdiep. Het stroompje loopt via een aantal meanders naar het noordnoordwesten en pikt daarbij kort na het dorp achtereenvolgens aan westzijde het Hoerediep op (waaraan in Niezijl vroeger de Bomsterzijl lag), aan oostzijde de Oude Riet en aan westzijde de Zuiderriet. Vlak voor het dorp Kommerzijl stroomt vervolgens het Niehoofsterdiep in. In het dorp ligt een haventje. Bij de brug in het noorden van het dorp werd rond 1600 de Opslachterzijl (een sluis) gelegd, die later de naam Kommerzijl kreeg en die in 1883 werd vervangen door een brug. Vanaf dit punt draagt het water de naam Kommerzijlsterriet, al wordt ook vaak het haventje daarvoor al met de naam Kommerzijlsterriet aangeduid. Voorbij dit dorp stroomt de Kommerzijlsterriet eerst naar het noorden, om vervolgens af te buigen naar het noordoosten. Bij Electra stroomt het water uit in het Reitdiep.

## Geschiedenis

### Afwatering van Langewold en Vredewold
De Kommerzijlsterriet was oorspronkelijk een kwelderpriel, die de benedenloop vormde van de Oude Riet. Als zodanig vormde zij ook de afwatering van onder andere Oost-Langewold en Oost- en West-Vredewold. Tussen de 14e en 16e eeuw werden vanwege wateroverlast en het dichtslibben van bestaande waterlopen een groot aantal waterstaatkundige ingrepen gedaan in het gebied ten zuiden en zuidoosten van Niezijl, die er uiteindelijk toe leidden dat het Kommerzijlsterdiep in haar huidige vorm ontstond. De onderstaande reconstructie hiervan is gebaseerd op een onderzoek van Jan van den Broek uit 2015.

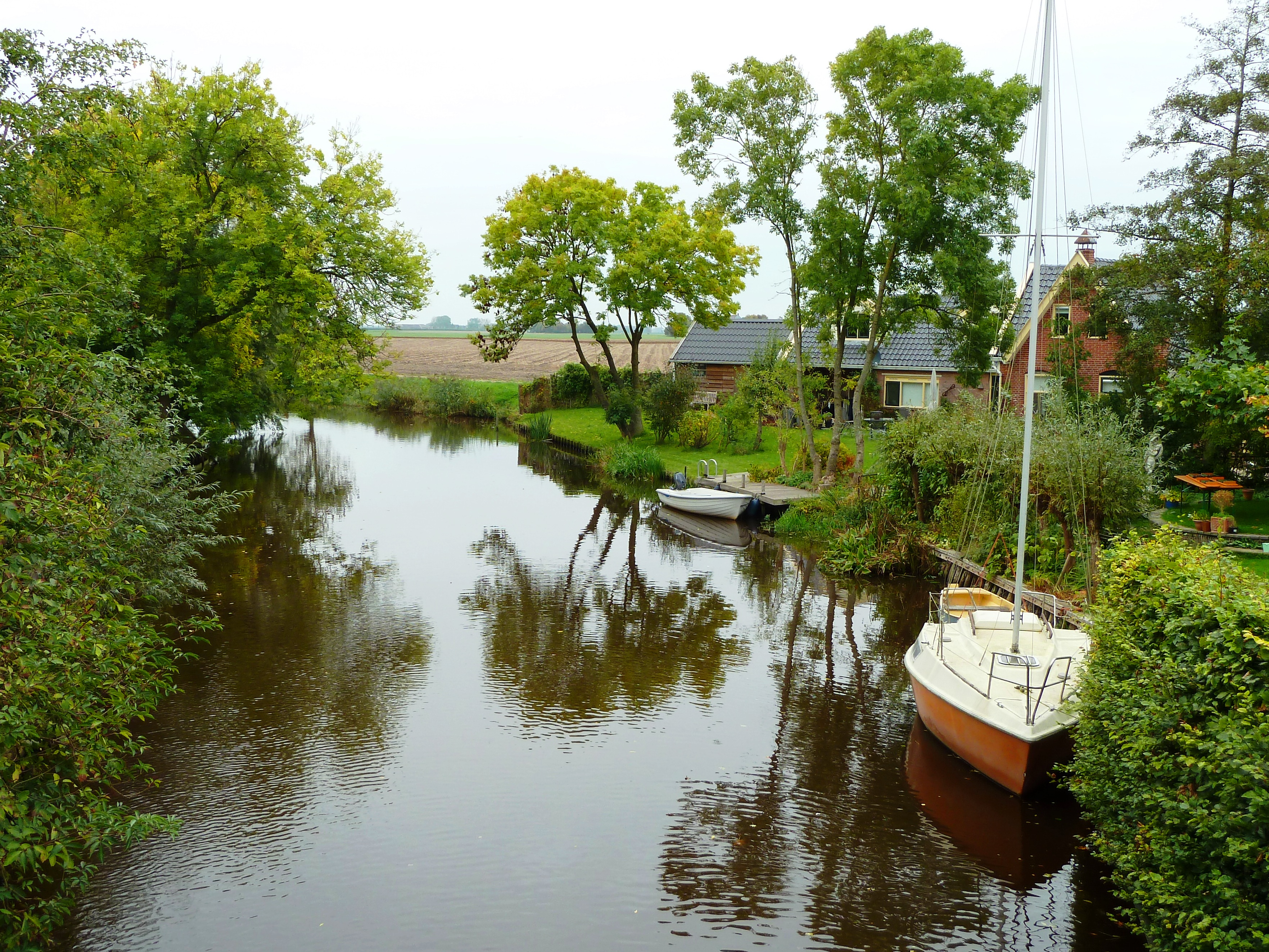
Start van het Kommerzijlsterdiep in Niezijl vanaf de brug waar vroeger de Nije Sloterzijl lag

De precieze afwatering en de locatie van de sluizen hiervan is bij gebrek aan bronnen niet met zekerheid meer vast te stellen, maar vermoed wordt dat dit in de 14e eeuw plaatsvond via Oxwerderzijl, alwaar een of meerdere sluizen hebben gelegen. Toen de bovenloop van de Oude Riet dreigde dicht te slibben, groef West-Vredewold een nieuwe afwatering, vermoedelijk het zuidelijk deel van het Wolddiep en een waterloop ten noorden van Oldekerk (waar later het Kolonelsdiep doorheen werd getrokken) naar de Oxwerderzijl. Er ontstond hierdoor echter wateroverlast in Langewold, wat weer leidde tot 'waere twisten' tussen beide landschappen. Deze mondden in 1385 uit in een verdrag waarvan alleen een 17e-eeuwse zwaar verhaspelde en daardoor slecht interpreteerbare kopie bestaat. In dit verdrag wordt gesproken over het graven van een of meer afwateringen door beide landschappen. Vermoedelijk werd als uitvloeisel hiervan het noordelijke deel van het Wolddiep en het Hoerediep gegraven om vervolgens in de mogelijk rond 1275 aangelegde eerste langewolderzeedijk (De Roder of de dijk van Oxwerd) een zijl te leggen waar West-Vredewold en de kerspelen Sebaldeburen en Oldekerk (Oost-Langewold) hun water op zee konden lossen. Deze zijl kan zich ten zuiden van Niezijl hebben bevonden, maar ook is het mogelijk dat deze verder naar het oosten lag, tussen de boerderijen Rijkstraatweg 42 en 46, alwaar een laagte doet vermoeden dat er vroeger ook een uitwateringsluis heeft gelegen.
Ergens tussen 1426 en 1470 werd enkele honderden meters ten noorden van de eerste langewolderzeedijk de tweede langewolderzeedijk gelegd. Deze lag ter hoogte van Niezijl (huidige Friesestraatweg). In deze dijk werd de Bomsterzijl gelegd, waarmee het Bomsterzijlvest een feit was. Rond 1430 werd ook de Oxwerderzijl naar deze dijk verplaatst ter hoogte van het Ipegat (De Kolk): Hier werden twee zijlen gelegd: Een oostelijke voor Oost-Vredewold (Sloterzijl, Vredewold(em)erzijl, Midwold(em)erzijl, Oxwerderzijl of Oldesloterzijl genoemd) en een 150 meter westelijker voor Oost-Langewold (Niekerk(st)erzijl of Langewolderzijl). Binnendijks werden deze aangesloten op de bestaande afwatering door het graven van het Stille Diep voor Oost-Vredewold en het verlengen van de bestaande Katerhals voor Langewold. In 1554 waren beide zijlen echter deels dichtgeslibd en besloten de ingelanden van Oost-Langewold om hun zijl te verplaatsen naar een locatie aan de Oude Riet ten noorden van het huidige Niezijl. Hiertoe groeven zij rond 1554 het zuidelijke deel van het huidige Niezijlsterdiep en als aansluiting daarop een diep naar het noorden dat zich bevond ten oosten van de huidige benedenloop van het Niezijlsterdiep. De zijl hierin slibde echter net zo snel weer dicht en werd daarom ook wel spottend Peperzijl genoemd naar de onnodige (peperdure) kosten van de hergraving en verplaatsing. Vervolgens besloten de ingelanden om dan maar aan te sluiten bij het Bomsterzijlvest en de afwatering in 1563 te verplaatsen naar de Bomsterzijl. Daartoe werd een kanaal gegraven vanaf halverwege het zuidelijke deel van het Niezijlsterdiep om iets noordwestelijker aan te sluiten op het Kleine- of Lutjediep dat weer aansloot op het Hoerediep. Zowel dit nieuwe kanaal als het Kleinediep zijn later verdwenen. De Oost-Vredewolders probeerden ondertussen in 1562 om de afwatering voortaan via de Aduarderzijl te mogen laten verlopen, maar de stad Groningen blokkeerde dit uit angst voor wateroverlast. Daarop kwamen zij tot een overeenkomst met de Oost-Langewolders om het Niezijlsterdiep over te nemen en het het noordelijke deel van het Niezijlsterdiep (aanvankelijk Oxwerderzijldiep genoemd) te graven, waarin zij bij Niezijl de Nije Sloterzijl (ook Nieuwe Sloterzijl of Nieuwezijl) legden. Het gegraven kanaal werd iets ten noorden van Niezijl aangetakt op het Hoerediep, waarmee het Kommerzijlsterdiep haar huidige loop kreeg. In 1571 sloten in verband met toenemende opslibbing van de Oude Riet ook de ingelanden van de zogenoemde Pompelanden van Den Ham hun afwatering aan op de Nije Sloterzijl.

### Zoutwinning en schans bij De Opslag

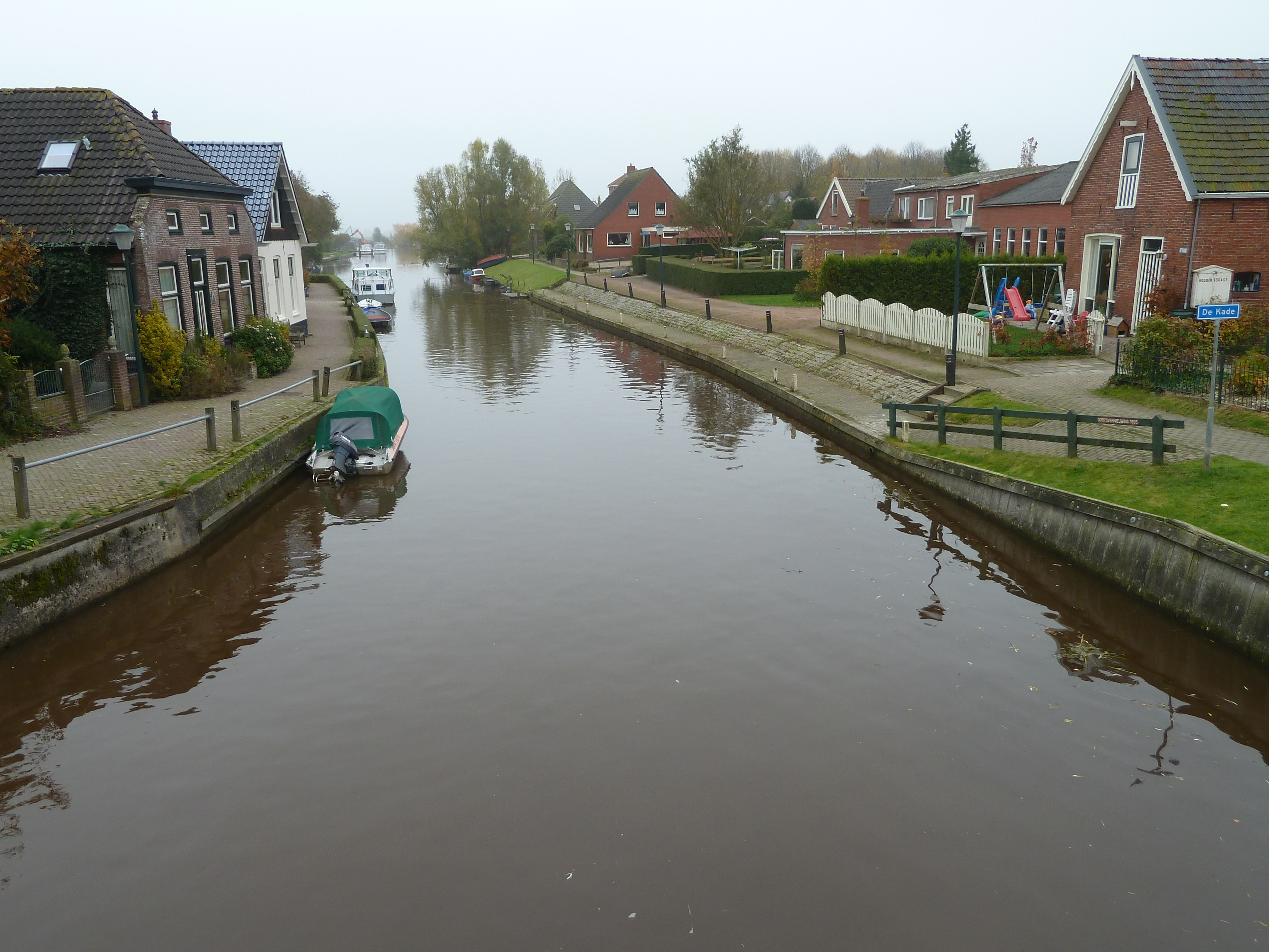
Het haventje van Kommerzijl in het Kommerzijlsterdiep gezien vanaf de brug

Na de indijking van de Ruigewaard in de 15e eeuw aan westzijde van de bovenloop van de Kommerzijlsterriet werden in 1566 ook de Uiterdijksterlanden van Humsterland aan oostzijde van de riet bedijkt door het leggen van een dijk van Pamahuis naar de zogenoemde Knobbehorne, vlak naast de vroegere Peperzijl in de Oude Riet. Met het leggen van deze dijk was de Kommerzijlsterriet tot aan Kommerzijl ingedijkt. De Bomsterzijl en de Nije Sloterzijl vormden echter nog de zeesluizen.
In 1571 startte Wigbold van Ewsum van Nienoord vanaf de Ruigewaardsterdijk bij het latere Kommerzijl met zoutwinning op de slikvelden in de toenmalige Lauwerszee voor deze dijk. Hiertoe richtte hij samen met enkele Keulse edelen de compagnie Nordsalzburg op. Hij verbreedde de dijk aan westzijde van de Kommerzijlsterriet tot De Opslag, waarop enkele huizen werden gebouwd. Op de slikken liet hij enkele tientallen zoutpannen aanleggen. De hele operatie kostte hem 228.000 daalder<meta />s, hetgeen een enorm bedrag was voor die tijd. In 1572 werden als reactie op de inname van Den Briel door de watergeuzen in opdracht van De Robles Spaanse soldaten gelegerd op De Opslag om de zoutwinning te beschermen. Ze waren echter al snel weer nodig voor de strijd in Friesland, waarop ze onder protest van Van Ewsum kort daarop weer vertrokken. Vervolgens werd -mogelijk op eigen kosten van Van Ewsum- een provisorische schans aangelegd op De Opslag, die voor het eerst wordt genoemd in 1574. In 1576 ontstond onenigheid tussen de compagnieleden over de betaling. Nadat Van Ewsum geen betalingen meer ontving, bezette hij in reactie hierop zelf de schans en nam zelf de winning ter hand. In 1579 werd de compagnie echter ontbonden en stopte de zoutwinning grotendeels.
De stad Groningen vond het ondertussen maar niks dat er een Ommelander schans bestond vlak bij deze belangrijke uitwatering. Toen stadhouder Rennenberg in 1580 overging naar het Spaanse kamp en Van Ewsum samen met andere Ommelander edelen de kant van de Staatsen koos en deelnam aan het vruchteloze Beleg van Groningen was het slechten van de schans dan ook een van de eerste dingen die Rennenberg uitvoerde. Watergeus Diederik van Sonoy bezette vervolgens echter de plek en versterkte de schans en legde er een garnizoen ter verdediging. Rennenberg keerde echter terug en wist de schans weer in te nemen. Op 28 juli 1580 nam de Staatse bevelvoerder Van Hohenlohe het echter zonder slag of stoot weer in omdat de Spaanse troepen hun handen vol hadden aan het Beleg om Delfzijl. Opnieuw keerde Rennenberg terug en nam de schans weer in, waarop hij deze wederom liet slechten en de gebouwen verbrandde. De Spaanse troepen trokken zich terug op een nieuwe schans bij Niezijl, die beide zijlen moest verdedigen.

### Schans bij de Bomsterzijl
In 1581 werd de schans bij Niezijl bezet door Staatse soldaten nadat de Spaanse troepen waren gevlucht in de nasleep van de Slag bij Grijpskerk. Na de Slag bij Noordhorn omsingelden Spaanse soldaten de schans en begon het Beleg van Niezijl. De Spaanse belegeraars poogden daarbij bevoorrading over zee onmogelijk te maken door de Kommerzijlsterriet te blokkeren met met grond geladen snebben (lange Groninger schuiten). De verdedigers van de schans onder leiding van bevelhebber Steen Maltesen Sehested ('Stein van Malsen') staken de dijk echter door en zetten de Bomsterzijl en de Nije Sloterzijl open, zodat het achterland onderliep. Ook zijn er verhalen over bevoorrading door de ondergelopen Uiterdijkslanden, maar onduidelijk is of deze op waarheid berusten. In oktober 1581 werd het beleg daarop opgebroken. In 1586 werd een tweede poging eveneens verijdeld. In 1589 werd in reactie op de verovering van Enumatil door Staatse troepen door Verdugo een nieuwe poging gedaan om de schans van Niezijl te belegeren. Hij liet de schans op De Opslag weer opbouwen en liet een kleine schans aan het Niezijlsterdiep aanleggen, waardoor bevoorrading over het water onmogelijk werd. De schans bij De Opslag werd vervolgens versterkt en hier werd begonnen met de aanleg van een aarden dam door de Kommerzijlsterriet om deze af te sluiten, zodat de toevoer over zee naar Niezijl zou stoppen en hij tevens een nieuwe aanvalsroute over land naar Friesland zou verkrijgen. De dam bleek (zonder sluis) echter niet in staat om het water volledig te stoppen, waarop Verdugo beval om dan maar een houten brug aan te leggen over de dam, om deze in elk geval te kunnen gebruiken voor een geplande aanval op Zoutkamp. In juni 1590 wilde hij deze aanval uitvoeren vanaf De Opslag, maar het werk bleek nog steeds niet gereed. Op 16 augustus 1590 brak een grote storm los, die ertoe leidde dat het Spaanse kamp overstroomde, waarbij een groot aantal soldaten (deels samen met hun meegebrachte vrouwen en kinderen) verdronk.
In 1591 veroverden de Staatsen onder leiding van Maurits en Willem Lodewijk van Oranje de schans, waarmee deze definitief in Staatse handen kwam. Na de reductie werden de schansen bij Kommerzijl en Niezijl in 1598 geslecht. Na het slechten van beide schansen ontstonden de dorpen Kommerzijl en Niezijl.

### De Kommerzijl
Bij Kommerzijl werd in 1595 begonnen met de voorbereidingen voor de aanleg van een dijk die de Ruigewaard met het Humsterland moest verbinden. In deze dijk werd een nieuwe houten zijl aangelegd; de Opslachterzijl of Kommerzijl, die de tijdens de oorlog verwoeste Bomsterzijl en Nije Sloterzijl moest vervangen. Ook de Humsterzijl (ook Homsterzijl of Niehoofsterzijl) in het Niehoofsterdiep werd hierdoor deels overbodig en het bijbehorende Homsterzijlvest participeerde daarom ook in de aanleg van de nieuwe zijl. In 1598 was het werk gereed en ontstond het Kommerzijlvest. De Bomsterzijl en Nije Sloterzijl bleven echter nog wel bestaan en werden ook nog hersteld tot in elk geval 1689. Mogelijk werden ze net als de Humsterzijl in de 18e eeuw geslecht. De bijbehorende zijlvesten bleven eveneens nog gedurende langere tijd bestaan. De Kommerzijl bleek in eerste instantie niet te voldoen voor de afwatering, waarop in 1615 besloten werd om naast de bestaande zijl nog een zijl aan te leggen. De uitvoering hiervan werd mogelijk pas in 1636 uitgevoerd. Mogelijk werd toen ook de bestaande zijl vervangen. In 1651 is in elk geval sprake van twee zijlen bij Kommerzijl. Begin 18e eeuw was reeds de oostelijke van deze twee zijlen weggehaald.

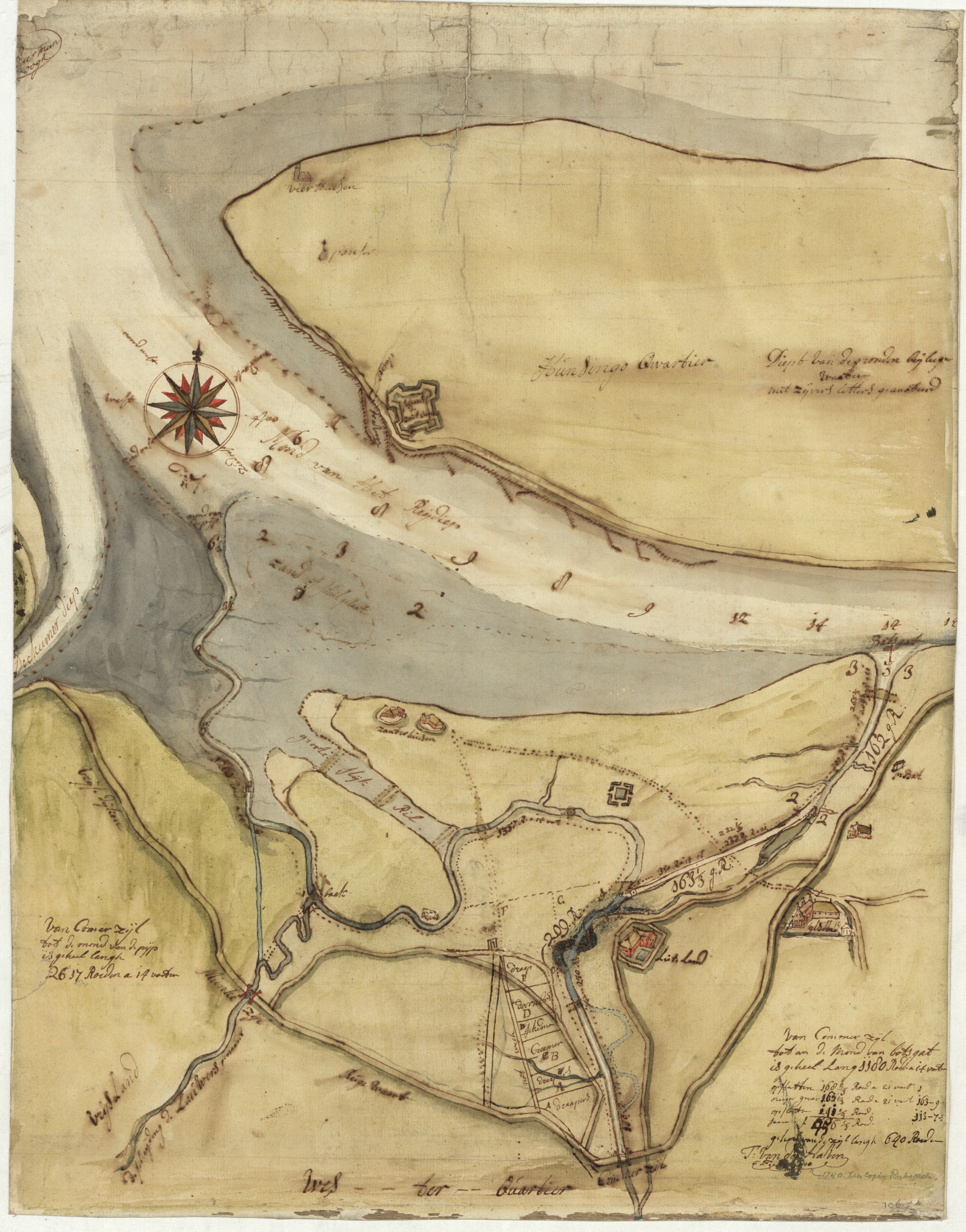
Kaart van de mond van het Reitdiep met de uiterdijks- en kwelderlanden ten noorden van Kommerzijl met het project voor een nieuwe benedenloop voor de Kommerzijlsterriet naar het Botsgat (Theodorus van der Haven, 1740)

In 1734 werd de Kommerzijl mogelijk hersteld. In 1787 werd een nieuwe stenen zijl gelegd ter vervanging van de oude houten Kommerzijl. Aan zuidzijde van deze zijl werden aan westzijde enkele wapenschilden geplaatst en aan de oostzijde een inscriptie geplaatst met de namen van de toenmalige zijlrechters van de drie zijlvesten: Jonkheer Scato Ludolph Alberda van Bijma namens het Bomsterzijlvest, Jan Jans voor het Homsterzijlvest en Alle Halbes voor het Nijesloterzijlvest. In 1795 werden de wapens afgehouwen in verband met de Bataafse Revolutie. In 1827 werd de zijl hersteld. In 1864 werden het Kommerzijlvest en de onderhorige drie zijlvesten opgeheven en opgenomen in het nieuwe waterschap Westerkwartier. In 1877 werd de provinciale dijk aangelegd om het Reitdiep af te sluiten. Het gevolg was dat de Kommerzijl niet langer nodig was. In 1883 werd daarom de zijl geslecht en vervangen door een nieuwe brug met twee doorvaarten met in elk twee grote wachtdeuren. Deze wachtdeuren werden later niet meer onderhouden en zijn vervolgens weggehaald. In 2016 werden de brug en de kademuren bij Kommerzijl vervangen.

### Kanalisatie van de benedenloop
Aan westzijde van de benedenloop van de Kommerzijlsterriet was in 1572 de Waardsterpolder bedijkt. De Kommerzijlsterriet stroomde hier oorspronkelijk eerst naar het noorden en boog vervolgens voorbij boerderij Lutjeland (Gaaikemaweg 7, Niehove) af naar het westen om daarna zich te splitsen: een klein deel vervolgde haar loop met een bocht naar het zuiden om uit te stromen in de Lauwers. Een groter deel stroomde echter rechtstreeks via de Groote Slijk Rill naar het noordwesten uit in de Lauwerszee. Vanwege toenemende opslibbing van de benedenloop van de Kommerzijlsterriet werd in 1741 ter bevordering van de doorstroming de bocht naar het westen vervangen door een nieuw kanaal naar het Botsgat in het Reitdiep, waarbij werd aangesloten op een bestaand loopje ('rijte' of 'Peters Gadt') naar het Botsgat. De oude benedenloop slipte vervolgens dicht, maar vormt nog altijd de grens tussen de dorpen Kommerzijl en Lauwerzijl. De oude loop is terug te zien op een kaart van het nieuwe kanaal van Kommerzijl naar het Botsgat uit 1740. Deze liep ten zuiden van een van de waarden in het buitendijks gebied, waar later een van de Teenstraheerden van Ruigezand zou worden gebouwd. Het eerste deel van de loop is nog aanwezig als sloot door de Oude Ruigezandsterpolder. Het laatste deel is tijdens een ruilverkaveling eind 20e eeuw verdwenen. Op de kaart uit 1740 is ook te zien dat met name het gehandhaafde deel van de Kommerzijlsterriet direct ten noorden van Kommerzijl ook gekanaliseerd is. Op de kaart zijn de oude meanders nog zichtbaar. In 1794 werd de Oude Ruigezandsterpolder ingepolderd, waardoor de Kommerzijlsterriet tot aan het Reitdiep werd bedijkt. In 1827 werd nog een meander vlak voor de monding afgesneden. Mogelijk werd toen ook de monding iets gewijzigd, waarbij het Botsgat verdween. Het water maakte nu vlak voor de monding een bocht naar links om vervolgens uit te stromen in het Reitdiep.
Na de aanleg van de provinciale dijk bij Zoutkamp slipte de buitengeul van het Reitdiep langzamerhand dicht.Hierdoor ontstond er bij overvloedige regenval vaak wateroverlast in het achterland, omdat de sluizen bij Zoutkamp het water niet altijd konden spuien. In reactie hierop werd besloten om een nieuw gemaal te bouwen in het Reitdiep bij de uitmonding van de Kommerzijlsterriet. Hiervoor werd een nieuw uitwateringskanaaltje gegraven, waardoor de laatste bocht van de Kommerzijlsterriet voor de monding werd afgesneden. Tussen 1918 en 1920 werd vervolgens het elektrische gemaal De Waterwolf in het Reitdiep gebouwd naast deze nieuwe uitmonding. Op het eilandje dat door het graven van het uitwateringskanaaltje was ontstaan, werden later de camping en het zwembad van Electra aangelegd. In de oude meander werd een jachthaven aangelegd.